# 埃及斑蚊
，是一種會傳播登革熱、屈公熱、茲卡熱、黃熱病與其他疾病的蚊子。此蚊可藉由腿部的白色標記與胸節上表面的里拉琴形狀來辨識。埃及斑蚊起源於非洲，但如今則可在全球熱帶與亞熱帶區域發現到。雌蚊的平均翅膀長度變化很大（棲息於秘魯的族群長度為1.67–3.83厘米）。

## 疾病的擴散與預防方法
埃及斑蚊會傳播某些熱帶傳染性熱病。由於雌蚊需要讓牠的卵成熟，因此要靠叮咬來吸血。為了要尋找宿主，這些埃及斑蚊會被哺乳類所排放的化合物吸引，包括氨、二氧化碳、乳酸及辛烯醇等。而美國農業部農業研究局的科學家們，研究辛烯醇的化學結構，以更瞭解為什麼這個化學物質會讓埃及斑蚊被宿主吸引。他們發現埃及斑蚊偏愛「右旋」的辛烯醇分子。
埃及斑蚊會造成敘利亞倉鼠間網狀細胞肉瘤的傳播。
美國疾病控制與預防中心的預防登革熱網頁，建議使用含有敵避（濃度不超過20-30％）的防蚊液來防蚊。該機構還提醒：
1. 雖然埃及斑蚊最常在黃昏與黎明時段，於室內與陰涼地區或多雲天氣時進食；「但牠們可在全年中每日的任何時段叮咬與傳染[7][8]。」
2. 埃及斑蚊偏好在死水區域繁殖，例如花瓶、未加蓋的桶子、籃子與廢棄輪胎，然而最危險的地方為潮濕的浴室地板與馬桶水箱，因為這些地方可以讓埃及斑蚊在居住區內繁殖。有研究顯示，由水容器中的細菌所散發出來的特定化學物質，可以刺激雌性埃及斑蚊產卵，尤其是偏愛有適當數量脂肪酸的水容器，這些脂肪酸是由細菌分解水中如葉子等有機物質而產生出來[9]。

## 學名
埃及斑蚊的學名一開始為，由弗雷德里克·哈塞爾奎斯特於1757年的論文中命名。哈塞爾奎斯特提供該物種的學名，並由其導師卡爾·林奈進行描述。這份作品後來被翻譯成德語，並於1762年以名稱出版。